# Saint-Outrille
Saint-Outrille és un municipi francès, situat al departament de Cher i a la regió de Centre – Vall del Loira. L'any 2007 tenia 214 habitants.

## Demografia

### Població
El 2007 la població de fet de Saint-Outrille era de 214 persones. Hi havia 104 famílies, de les quals 36 eren unipersonals (20 homes vivint sols i 16 dones vivint soles), 40 parelles sense fills, 24 parelles amb fills i 4 famílies monoparentals amb fills.
La població ha evolucionat segons el següent gràfic:
Habitants censats

### Habitatges
El 2007 hi havia 152 habitatges, 107 eren l'habitatge principal de la família, 29 eren segones residències i 16 estaven desocupats. 147 eren cases i 4 eren apartaments. Dels 107 habitatges principals, 93 estaven ocupats pels seus propietaris, 13 estaven llogats i ocupats pels llogaters i 1 estava cedit a títol gratuït; 2 tenien una cambra, 12 en tenien dues, 26 en tenien tres, 34 en tenien quatre i 33 en tenien cinc o més. 81 habitatges disposaven pel capbaix d'una plaça de pàrquing. A 59 habitatges hi havia un automòbil i a 33 n'hi havia dos o més.

### Piràmide de població
La piràmide de població per edats i sexe el 2009 era:
| Homes | Edats   | Dones |
| ----- | ------- | ----- |
| 0     | 95 o +  | 0     |
| 0     | 90 a 94 | 0     |
| 4     | 85 a 89 | 4     |
| 4     | 80 a 84 | 0     |
| 4     | 75 a 79 | 16    |
| 4     | 70 a 74 | 8     |
| 16    | 65 a 69 | 16    |
| 8     | 60 a 64 | 4     |
| 16    | 55 a 59 | 16    |
| 8     | 50 a 54 | 8     |
| 8     | 45 a 49 | 8     |
| 0     | 40 a 44 | 0     |
| 12    | 35 a 39 | 4     |
| 4     | 30 a 34 | 8     |
| 0     | 25 a 29 | 0     |
| 4     | 20 a 24 | 0     |
| 0     | 15 a 19 | 0     |
| 0     | 10 a 14 | 4     |
| 8     | 5 a 9   | 8     |
| 4     | 0 a 4   | 0     |

## Economia
El 2007 la població en edat de treballar era de 98 persones, 63 eren actives i 35 eren inactives. De les 63 persones actives 55 estaven ocupades (31 homes i 24 dones) i 8 estaven aturades (2 homes i 6 dones). De les 35 persones inactives 18 estaven jubilades, 5 estaven estudiant i 12 estaven classificades com a «altres inactius».

### Ingressos
El 2009 a Saint-Outrille hi havia 109 unitats fiscals que integraven 222 persones, la mediana anual d'ingressos fiscals per persona era de 16.857 €.

### Activitats econòmiques
Dels 8 establiments que hi havia el 2007, 2 eren d'empreses de construcció, 3 d'empreses de comerç i reparació d'automòbils, 1 d'una empresa de transport i 2 d'empreses de serveis.
Dels 4 establiments de servei als particulars que hi havia el 2009, 2 eren tallers de reparació d'automòbils i de material agrícola, 1 fusteria i 1 lampisteria.
L'any 2000 a Saint-Outrille hi havia 10 explotacions agrícoles que ocupaven un total de 696 hectàrees.

## Poblacions més properes
El següent diagrama mostra les poblacions més properes.